# Institut de géoarchitecture
L'Institut de géoarchitecture, fondé en 1976, est le département d'aménagement, d'urbanisme et d'environnement de la faculté des Sciences et Techniques de l'Université de Bretagne occidentale. Il est situé à Brest en France.

## Formation
L'Institut délivre une licence, dont il assure les enseignements de troisième année (parcours Aménagement et Urbanisme), et un master professionnel (avec deux options : urbanisme et développement, environnement et aménagement). Il comporte un groupe de formation doctorale associé à un centre de recherches (laboratoire de géoarchitecture). Il assure régulièrement des sessions de formation continue et organise, depuis 2006, une licence professionnelle en alternance, dans le domaine Bâtiment et Construction, en partenariat avec le Lycée Dupuy-de-Lôme de Brest : Management environnemental et Qualité globale des Constructions.

## Réseaux
L'Institut de géoarchitecture est membre de l'Association pour la promotion de l'enseignement et de la recherche en aménagement et en urbanisme (APERAU), de l'Association of European Schools of Planning (AESOP), et de la maison des sciences de l'homme de Bretagne (MSHB). Il fait partie du groupement d'intérêt scientifique Marsouin.